# Taoísmo religioso

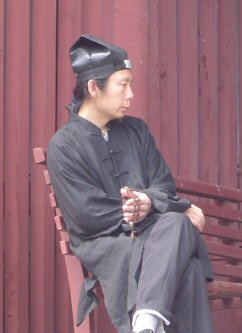
Sacerdote taoísta.

El taoísmo religioso es un sistema de creencias con mezcla de elementos del taoísmo filosófico, el confucionismo, el budismo y creencias locales de China y el sureste asiático, formando un sincretismo religioso que lo diferencia de la concepción original de la obra Tao Te King de Lao-Tsé.
En el siglo II d. C., el sacerdote imperial Zhang Dao Ling hace una fusión de la religión tradicional china con el taoísmo, realizando el culto religioso imperial y proyectando una forma de taoísmo teísta como sistema de culto. Se fueron organizando comunidades de tipo religioso y se adhirieron prácticas como la gimnasia, los ejercicios respiratorios, las dietas y el uso de talismanes. Se encaminó la exaltación de divinidades (como Lao Tsé, héroes folclóricos, generales famosos y maestros pensadores), con sus correspondientes cultos y monasterios, siendo una tradición la adoración de los antepasados de la familia. El emperador Xuanzong (712-756) mandó que en todas las ciudades se construyera un templo taoísta. En tiempos de la dinastía Song (960-1280) alcanzó el taoísmo religioso su pleno desarrollo. En 1019 se catalogó y publicó el extenso canon de las escrituras sagradas taoístas.
El taoísmo religioso tuvo influencia en la alquimia, medicina tradicional china, magia y la adivinación.